# Bernard d’Abbadie
Bernard d’Abbadie († nach 1596) war ein in der zweiten Hälfte des 16. Jahrhunderts lebender  französischer Jurist.
Abbadie war von 1560 bis 1596 königlicher Notar von Saint-Sever im späteren Département Landes, daneben u. a. Anwalt am Gericht des Seneschalls von Landes sowie Richter in Souprosse und Gouts. Er verfasste einen wertvollen Bericht über zeitgenössische Ereignisse, insbesondere die Hugenottenkriege, den der benediktinische Chronist Pierre-Daniel Du Buisson als Quelle für sein Werk Historiae monasterii S. Severi libri X verwendete. Außerdem hinterließ Abbadie in einem Manuskript seine Schrift Livre rouge, ou petit cartulaire de Saint-Sever, die in das Archiv des Départements Landes integriert wurde. Von diesem Werk gab Du Buisson einige Fragmente heraus. Abbadies Sohn Bernard-Charles ergriff ebenfalls eine juristische Laufbahn und wurde Anwalt, sein Enkel Jean-Pierre d’Abbadie war Benediktiner von Saint-Jever.